# کانتال
کانتال (به فرانسوی: Cantal) پانزدهمین شهرستان فرانسه است . 
شهرستان کانتال در جنوب این کشور (متمایل به مرکز) قرار دارد. 
این شهرستان زیرمجموعه ناحیه اوورنی می‌باشد . 
مساحت این شهرستان ۵٬۷۲۶ کیلومتر مربع و جمعیت آن ۱۵۰٬۷۷۸ نفر است. 
این شهرستان در خلال انقلاب فرانسه بر پا گردید.